# 新井章 (歌人)
新井 章（あらい あきら、1924年(大正13年)10月12日 - 2001年(平成13年)6月11日）は、日本の歌人、文芸評論家。
江戸川大学名誉教授。同じく江戸川大学教授を務める新井正彦（1957年 - ）は子。

## 来歴
長野県上伊那郡長谷村（現伊那市）生まれ。1945年10月に長野青年師範学校を卒業後、長野県小野青年学校などの教諭を歴任。1958年、國學院大學文学部文学科卒。1970年4月より江東区立亀戸中学校教頭。1985年より江戸川女子短期大学教授、人文学科長。1990年より江戸川大学教授、教養部長。1995年に定年退職し、名誉教授。歌誌『水門』主宰、千葉日報歌壇選者。

## 著書
- 『煙突の町 ある中学教師の記録から』文理書院、1961
- 『生きる日の幸せ ある中学教師の記録から』三弥井書店、1964
- 『日本の詩歌』三弥井書店、1973
- 『島木赤彦』桜楓社、1977
- 『松井芒人論』教育出版センター 以文選書、1983
- 『雨の音 歌集』教育出版センター、1985
- 『諏訪盆地の自然と文学』教育出版センター 風土文学選書、1986
- 『土田耕平論』謙光社、1987
- 『日本現代歌人叢書 新井章歌集』芸風書院、1989
- 『房総の歌人群像 2』短歌新聞社、1990
- 『霧雨 歌集』短歌新聞社、1991
- 『信濃文学風土記』銀河書房、1991
- 『信濃の歌と人』短歌新聞社、1993
- 『房総のうたびと その、短歌現在』崙書房出版、1994
- 『歌の美意識』短歌新聞社、1995
- 『島木赤彦秀歌注釈』短歌新聞社、1995
- 『ふか谷 歌集』短歌新聞社、1996
- 『島木赤彦研究』短歌新聞社、1997
- 『歌人風土記』短歌新聞社、1999
- 『戸倉山 新井章歌集』短歌新聞社、2000
- 『森の桜 歌集』新井正彦編 短歌新聞社、2002

### 共著
- 『日本韻文史』北原由夫、武田政市著 桜楓社、1979
- 『小倉百人一首の世界』新井正彦共著 三弥井書店、1983

## 関連書籍
- 北原由夫『信濃の歌人新井章論』短歌新聞社、2000
- 北原由夫『歌人新井章論 東京編』短歌新聞社、2004

## 参考
- 『文藝年鑑』1992
- 『人物物故大年表』
- 新井章追悼  藤岡武雄、北原由夫 短歌研究、2001-08